# Cora Westland
Cora Westland (Bussum, 28 oktober 1962) is een Nederlandse voormalig wielrenster. 
Westland heeft deelgenomen aan Olympische Zomerspelen van 1988 in de Zuid-Koreaanse stad Seoel. Tijdens deze spelen behaalde ze een 46e plaats in de door Monique Knol gewonnen wegwedstrijd. In 1990 won ze samen met Leontien van Moorsel, Monique Knol en Astrid Schop de ploegentijdrit tijdens de Wereldkampioenschappen wielrennen in de Japanse stad Utsunomiya. 

## Belangrijkste uitslagen

### Wegwielrennen
1988
3e Parel van de Veluwe
46e Olympische spelen, wegwedstrijd
1989
3e etappe Tour de l'Aude Cycliste Féminin
1990
2e Hel van het Mergelland
2e Parel van de Veluwe
1e etappe Driedaagse van Pattensen
Einklassement Driedaagse van Pattensen
 Wereldkampioenschap ploegentijdrit
1991
 Wereldkampioenschap ploegentijdrit